# Franko Simatović
Franko Simatović "Frenki" (Beograd, 1. travnja 1950.) bio je srbijanski obavještajac hrvatskog podrijetla, zapovjednik specijalnih snaga UDBe Srbije. Bio je osnivač Jedinice za specijalne operacije (JSO).

## Životopis
Simatović je po nacionalnosti Hrvat,  podrijetlom iz sela Čibača u Župi dubrovačkoj. Rođen je u obitelji Pere Simatovića, visokog časnika JNA i dužnosnika Vaterpolo kluba Partizan i Nede Winter, koja je osim Franka, imala i kćer Dubravku udatu Horvat. Ime je dobio po njegovom djedu po majci Franku, osnivaču odvjetničkog ureda u Bjelovaru, i suradniku doživotnog predsjednika Socijalističke Federativne Republike Jugoslavije Josipa Broza Tita. Simatović je završio Fakultet političkih znanosti Sveučilišta u Beogradu, zajedno s budućim šefom Službe državne bezbednosti (od 1992. "Resor državne bezbednosti" Republike Srbije) Jovicom Stanišićem i novinarom i piscem Dejanom Lučićem.
U doba velikosrpske agresije bio je srpski obavještajac, osnivač i zapovjednik Jedinice za specijalne operacije (JSO) (1991. – 1998.). Pripadnici te jedinice su ostali poznati i pod imenom Frenkijevci (njezini dijelovi su tijekom vremena prepoznavani kao "Knindže", "Tigrovi", "Vukovi", "Arkanovci", "Beli orlovi" tj. "Šešeljevci", "Škorpioni" i dr., prikrivajući pritom svoja djelovanja u Hrvatskoj i BiH 1991. – 1996. te svoju izravnu podređenost Službi državne bezbednosti Republike Srbije) koje su ponijeli od svog zapovjednika. U UDBI je imao najduži radni staž od 25 godina. Sam Frenki je 1993. godine bio imenovan zamjenikom Jovice Stanišića, šefa SDB-a. Na početku velikosrpske agresije na Hrvatsku, bio je ključna osoba za osnivanje i naoružavanje srpskih paravojnih postrojba u Hrvatskoj, a i šire. Dok je Stanišić više bio politički angažiran, Simatović je bio terenski čovjek i de facto stvarni zapovjednik srpskih paravojnih postrojba: upravo je on nadgledao i koordinirao rad kako srpskih paravojnih postrojbi, tako i specijalnih postrojba zaduženih za posebne zadatke, kao što je npr. bila JSO. Na početku pobune u Kninu došao je kao novinar pod pseudonimom, a sve u svrhu upravljanja i obučavanja izvršitelja pobune: tako je obučavao Dragana Vasiljkovića, zvanog Kapetan Dragan, zapovjednika Knindža. Upravljao je i budućim predsjednikom RSK, Milanom Martićem i na taj način je onemogućio Martiću djelovanje na vlastitu ruku, nego sve po naređenju Beograda. Po svjedocima, njegovi ljudi koristili su moderno zapadno oružje i "nikakva vojska ni policija nije smjela dirati ih".
Bio je pomoćnik i novog šefa SDB-a Rade Markovića, koji se više puta žalio da nakon preuzimanja upravljanja Službom državne bezbednosti nije uspio uspostaviti kontrolu nad Simatovićem i njegovom Jedinicom za specijalne operacije.

## Optužba
Simatović je optužen pred Međunarodnim sudom za bivšu Jugoslaviju u Hagu, da je počinio razne zločine nad ne-srpskim stanovništvom tijekom velikosrpske agresije (1991. – 1995.). Optužnica u pet točaka tereti Simatovića i Stanišića za zločine protiv čovječnosti i povrede ratnog prava i običaja počinjene na području Hrvatske i BiH progonom, ubojstvima, deportacijama i drugim nečovječnim djelima. Zločine su, po optužnici, u Hrvatskoj i BiH počinile jedinice SDB-a, odnosno postrojbe i paravojne postrojbe koje je stvorila SDB ili je pomogla njihovom stvaranju. Među tim postrojbama su i "Crvene beretke" (koje su djelovale pod raznim imenima), pripadnici Martićeve policije, kao i milicija tzv. SAO Slavonije, Baranje i zapadnog Srijema.
Uhićen je u policijskoj operaciji Sablja 2003. godine, i izručen Tribunalu u Hagu. Sudilo mu se zajedno sa šefom UDBe Jovicom Stanišićem. Dana 30. svibnja 2013. godine prvostupanjskom presudom oslobođen je po svim točkama optužnice. Haško tužiteljstvo je najavilo žalbu protiv te prvostupanjske presude. Žalbeno vijeće Međunarodnog kaznenog suda za bivšu Jugoslaviju (ICTY) naredilo je 15. prosinca 2015. godine, da se Stanišiću i Simatoviću, ponovno sudi po svim točkama optužnice, za ratne zločine počinjene na području Hrvatske i BiH, zbog sudskih pogrešaka.
Na potpuno ponovljenom suđenju pred Međunarodnim rezidualnim kaznenim mehanizmom (naslijedio neriješene predmete ICTY-ja), Simatović je, kao i Stanišić, prvostupanjskom presudom izrečenom 30. lipnja 2021. proglašen krivim i osuđen na 12 godina zatvora, ali samo za zločine etničkog čišćenja koje su srpske paravojne snage počinile tijekom rata u BiH na prostoru Bosanskog Šamca, dok zločini počinjeni u Hrvatskoj i ostatku BiH nisu procesuirani.

## Vanjske poveznice
- Lik i djelo Franka Simatovića  Arhivirana inačica izvorne stranice od 11. kolovoza 2012. (Wayback Machine)
- Biografija Franka Simatovića
- Franko Simatović Frenki, Hrvat koji vodi Miloševićevu tajnu policiju